# Polana cupida
Polana cupida är en insektsart som beskrevs av Delong och Freytag 1972. Polana cupida ingår i släktet Polana och familjen dvärgstritar. Inga underarter finns listade i Catalogue of Life.